# Mercury Morris
Eugene Edward "Mercury" Morris (Pittsburgh, 5 de janeiro de 1947 – 21 de setembro de 2024), foi um jogador de futebol americano. Morris atuou como running back e como retornador de chutes por nove anos, jogando na maior parte do tempo pelo Miami Dolphins (primeiro na American Football League, e depois na American Football Conference depois da fusão de 1969 entre a NFL e a AFL). 
Morris jogou em três Super Bowls e foi também selecionado três vezes para o Pro Bowl.